# Glavica (Pakrac)
Glavica je naselje u Republici Hrvatskoj u Požeško-slavonskoj županiji, u sastavu grada Pakraca.

## Zemljopis
Glavica se nalaze istočno od Pakraca na cesti prema Požegi.

## Stanovništvo
Prema popisu stanovništva iz 2011. godine Glavica je imala 12 stanovnika.
| broj stanovnika |       |       |       |       |       |       |       | 45    | 80    | 82    | 85    | 95    | 83    | 77    | 6     | 12    | 13    |
|                 | 1857. | 1869. | 1880. | 1890. | 1900. | 1910. | 1921. | 1931. | 1948. | 1953. | 1961. | 1971. | 1981. | 1991. | 2001. | 2011. | 2021. |